# دان بلايني
دان بلايني (بالإنجليزية: Dan Blaine)‏ هو عسكري أمريكي، ولد في 1891 في Stapleton, Staten Island ‏ في الولايات المتحدة، وتوفي في 1958.